# مورچه سنگ‌فرش
مورچه سنگ‌فرش یا مورچه پیاده‌رو (نام علمی: Tetramorium caespitum) نام یک گونه از تیره مورچه است.